# 多田野宏一
多田野 宏一（ただの こういち、1954年7月3日 - ）は、日本の実業家。タダノ代表取締役社長を経て、同社代表取締役会長、あおぞら銀行取締役。元日本建設機械工業会副会長。藍綬褒章受章。

## 人物・経歴
香川県高松市生まれ。香川県立高松商業高等学校を経て、1977年一橋大学経済学部卒業。大学では体育会陸上ホッケー部に所属。大学卒業後、丸紅株式会社に入社し、ナイジェリアやマレーシアに駐在。
1988年株式会社タダノ入社。ドイツでのM&Aを手がけたのち、社長室長を務めた。1996年ドイツ・FAUN GmbH社社長に就任。2003年から株式会社タダノ代表取締役社長を務め、売上の海外比率を3分の2にまで引き上げるなど、海外展開を進めた。
2012年度特許庁長官奨励賞実施功績賞受賞。2013年度発明協会会長奨励賞実施功績賞受賞。2021年株式会社タダノ代表取締役会長。2024年株式会社あおぞら銀行取締役、藍綬褒章受章。
一般社団法人日本建設機械工業会副会長、高松商工会議所副会頭、香川大学大学院地域マネジメント研究科非常勤講師（四国経済事情）、公益財団法人香川県国際交流協会理事長、一般財団法人多田野奨学会理事長なども務めた。

## 親族
株式会社タダノ創業者の多田野益雄は祖父。

## 著作
- 「「トランプ特需」に即対応 海外でM&Aも仕掛ける」週刊東洋経済 = Weekly toyo keizai (6711) 2017